# Cohuna
Cohuna är en ort i Australien. Den ligger i kommunen Gannawarra och delstaten Victoria, omkring 230 kilometer norr om delstatshuvudstaden Melbourne. Antalet invånare är 2 853.
Runt Cohuna är det mycket glesbefolkat, med 3 invånare per kvadratkilometer.. Det finns inga andra samhällen i närheten. 
Trakten runt Cohuna består till största delen av jordbruksmark. Genomsnittlig årsnederbörd är 471 millimeter. Den regnigaste månaden är juni, med i genomsnitt 62 mm nederbörd, och den torraste är november, med 15 mm nederbörd.